# Gotthard (prelaz)
Prelaz Gotthard (nemško Gotthardpass, italijansko Passo del San Gottardo) je bil od srednjega veka do izgradnje železniškega in avtocestnega predora eden glavnih prehodov v smeri sever-jug preko Alp. Kot koridor Gotthard, je še danes pomemben evropski prometni koridor, ki vodi v smeri sever-jug skozi masiv Gotthard ali pod njim. Je neposredna prometna povezava preko Alp, saj vodi samo čez greben. Iz tega razloga je - za razliko od drugih prelazov - še vedno zelo pomembna za alpski tranzit. Zavetnik prelaza je sveti Godehard iz Hildesheima. 

## Potek
Prelaz povezuje dve vasi Andermatt v dolini Ursern v kantonu Uri in Airolo v dolini Leventina v kantonu Ticino. Prelaz je na nadmorski višini 2106 m.
Na razdalji približno 110 kilometrov Gotthardstrasse, tako je njeno uradno ime, povezuje kraja Altdorf in Biasco. Ta glavna cesta št. 2 se začne v Altdorfu v Reusstal in se dotika vasi Schattdorf, Erstfeld, Silenen, Amsteg, Intschi, Wassen, Wattingen in Göschenen. Za Göschenenom sledi Schöllenenschlucht s spomenikom Suvorovu in nato vas Andermatt, kjer je prometno vozlišče. Cesta čez prelaz oziroma Hauptstrasse št. 2 prečka na Gotthardu evropsko razvodje med Renom in Padom. Cesta prečka tudi leta 1958 zgrajen električni daljnovod. Od meje kantona dalje se imenuje Via San Gottardo in kot taka vodi v Valle Leventina. V Piotta se preimenuje v Strada Cantonale.

## Zgodovina
Čeprav so Rimljani prelaz Gotthard poznali pod imenom Adula Mons, so ga komaj kaj uporabljali: tlakovane rimske ceste so vodile preko prelazov  Septimer,  Reschen in  Brenner, medtem ko so Gotthard sicer lahko prečkali, vendar je kanjon Schöllenenschlucht na severni strani predstavljal nepremostljivo oviro. Najdbe rimskih kovancev kažejo, da so prelaz ob koncu obdobja v manjši meri vendar uporabljali. Schöllenenu so se ognili predvsem preko Bätzberga ali potovali preko prelazov Furka in Oberalp, saj so v tistem času hodili po mulatjerah.
Predpogoj za promet blaga in ljudi čez Gotthard je bila ureditev poti skozi Schöllenenschlucht med Göschenenom in Andermattom. Okoli leta 1220 je bil zgrajen Twärrenbrücke, prvi lesen most čez Reuss, in leta 1230 Hudičev most (Teufelsbrücke), ki je bil leta 1595 nadomeščen s kamnom. Legendo o gradnji prve poti skozi Schöllenen opisuje Robert Schedler v zgodovinskem romanu Der Schmied von Göschenen.
Hiter tranzit skozi Gotthard je bil pomembne tudi za cesarja Friderika II., saj bi lahko hitro premaknili glasnike in vojake preko Alp. Tako njemu, kot nemškemu kralju, njegovemu sinu Henriku VII., je bilo to tako pomembno, da je leta 1231 Uriju proti odkupnini odobril varščine prost in varen prehod. Tako so postali v Uriju reichsfrei, kar je pomenilo, da so bili podrejeni direktno cesarju. Kasneje sta kantona Schwyz in Unterwalden dobila enak status.

### Mulatjera
Z nadzorom prehoda skozi kanjon Schöllenenschlucht se je začel vzpon pomembnosti poti čez Gotthard, ki se nadaljuje vse do danes. V 13. stoletju je bila pot peščena ali z granitnimi ploščami tlakovana mulatjera, do tri metre široka, ki jo je prečkalo do 12.000 ljudi na leto. Vendar pa mulatjera ni bila povsod tako široka, bilo je veliko ozkih grl. Tako kot danes, so te zožitve na stari mulatjeri tudi takrat povzročale zastoje pri trgovanju. Gotthardsska mulatjera je bila v poznem srednjem veku kar udobna cesta in prelaz Gotthard se je hitro razvil v enega najpomembnejših alpskih prehodov. Imena prelaza, ki so jih takrat uporabljali so: Monte Tremulo, Mons Ursarie in Mons Elvelinus.
Številne pogodbe naselij ob gotthardski poti so urejale trgovska potovanja, prvič leta 1237. Transportni pravilnik iz leta 1383, sklenjen med Urijem in Valle Leventina, je že dovoljeval nekakšen ekspresni tovorni promet. Kolone mul niso le imele prometni monopol, zagotovljeno je bilo tudi vzdrževanje in širitev cest. Oblikovanje varnih poti je bilo tudi v njihovem interesu, saj se je s tem povečal njihov dobiček. Do sedaj revna območja so s prometom bogatela in kmalu dosegla določeno stopnjo blaginje. Tudi vojska je začela uporabljati novo pot: že leta 1240 so vojaki iz Schwyza odšli čez Gotthard na pomoč cesarju v Faenzo.
Že zgodaj so preko Gottharda potovale številne znane osebnosti, vključno številni cerkveni voditelji. Prvi zanesljivi podatki o uporabi prelaza prihajajo od Albrechta von Stadeja, Benediktinec iz škofije Bremen je leta 1236 to pot uporabil za romanje na poti nazaj iz Rima v Nemčijo.
Nekateri potniki so zapustili svoje pronicljive in dramatične zgodbe s potovanj, kot je samlandski škof Dietrich von Cuba, ki je zapisal v svoji knjigi računov 16. marca 1473: ... ueber den Gothart schentlichen bosen wegk, als ich en alle myn leptage (nicht) gewandelt byn. Oxfordski kronist Adam de Usk, ki je v marcu 1401 potovala čez Gotthard s sanmi, ki so jih vlekli voli, je poročal, da je treba na najbolj nevarnih mestih zapreti oči, da ne bi bilo treba pogledati v globino.

### Pomen
Komaj petdeset let po izgradnji Hudičevega mostu, je Gotthard pridobil tako velik pomen, da so bili škof iz Chura in njegovi kolegi iz Luzerna (1278) in Züricha (1291) oproščeni carin za povečanje prometa na prelaz Septimer.
V Luzernu zbrana carina od Hospentala do Reidena je bila glavni vir dohodka uprave Habsburžanov. Tako je bilo, ker so Habsburžani spodbujali širjenje poti čez Gotthard v prvih sto letih. Pred potjo čez Gotthard je bila vrsta bolj ali manj dobro vzdrževanih in v nekaterih primerih zelo starih občinskih cest.
Že na začetku 15. stoletja je prelaz prečkalo približno 10.000 ljudi in 9.000 mul na leto. Čeprav je imel prednost promet v poletnih mesecih, so bili v zimskih mesecih še vedno donosni konvoji mul. V zimskem času so uporabljali so tudi sani z volovjo vprego, s katero bi lahko prevažali do 600 kg tovora, kar je štirikrat toliko kot v poletnih mesecih. Leta 1500 je bilo čez Gotthard prepeljano okoli 170 ton blaga. Pešačenje od Flüelena do Bellinzone je trajalo približno 30 ur.
Tridesetletna vojna je povzročila, da je Gotthard dolgo časa ostal manj pomemben. Za primerjavo se uporablja prihodke carinskih uradov Basel in Luzern, ki so znašali ob koncu vojne leta 1648 komaj 20% tistih iz leta 1619. Nemčija je bila takrat uničena, tako da trgovine med Italijo in Nemčijo praktično ni bilo. To se je spremenilo z mirovnim sporazumom in leta 1655 je trgovina ponovno dosegla rekordne donose.
Med drugo svetovno vojno je bila na Gotthardu zgrajena utrdba, ki je ostala v uporabi do leta 1998. V sistemu obrambe so bile še trdnjava Sasso da Pigna na vrhu in trdnjavi Foppa Grande in Gütsch, ki sta nadzorovali dostopne ceste.

### Hospic
Na vrhu prelaza je bila že zgodaj postavljena kapelica. Kdo jo je postavil, ni znano. Med izkopavanji v kleti starega hospica so našli njene temelje, ki segajo vsaj v karolinško dobo.
Kapela in sust (skladišče z upravo) na prevalu se prvič omenjata 12. avgusta 1331 po sklenjeni mirovni pogodbi zaradi mejnega spora med prebivalci dolin Urseren in Leventina. Milanski nadškof Galdinus bi moral posvetiti cerkvico leta 1230 po zavetniku svetem Godehardusu (po Liber Sanctorum Notitiae Mediolani), po katerem se prelaz imenuje. Vendar pa obstajajo tudi dokazi, da so imeli menihi iz Disentisa že pred desetletji tukaj kapelico ali zatočišče in tudi častili svetega Godehardusa.
Kmalu se je pojavil kot prenočišče za številne romarje v Rim in druge popotnike hospic (zatočišče), ki je bil razširjen med letoma 1431/32. V 17. stoletju je nadškof Federico Borromeo iz Milana hospic razširil in ga dopolnil s stanovanjem za duhovnika. Od leta 1685 so gostišče vodili Kapucini, ki so imeli zaradi ekstremnih vremenskih razmer, posebno dovoljenje nositi čevlje.
Od poznega 18. stoletja so poročali o gostovanju popotnikov brez denarja. Gostitelj jim je moral dati košček kruha, malo sira in pusto malo sladko vino, v času kosila pa še nekakšno juho. Pa tudi prenočišče in potrebno nego. Letno naj bi poskrbeli za 4000 rok.
V času bojev med Rusi in Francozi je bil hospic leta 1799 uničen in kapucini pregnani, leta 1837 je bil obnovljen in leta 1841 dokončno odpoklican. Leta 1830 je zgradba prešla na kanton Ticino, ki jo je leta 1834 obnovil in leta 1838 zgradil hotel in carinske zgradbe. Hospic je vodil od zdaj naprej Felice Lombardi iz Airola, katerega družina je bila tam do leta 1972. Leta 1866 je Lombardijev sin poleg hospica odprl Hotel Monte Prosa za prefinjene goste. Leta 1905 je hotel pogorel, vendar so ga takoj obnovili. V bivšem sustu nasproti hospica je zdaj restavracija in muzej San Gottardo. Hospic je bil leta 2005 preoblikovan kot posledica arhitekturnega natečaja, delo arhitektov Quintusa Millerja in Paola Maranta. Zatrep se je povečal, poleg betonskega stopnišča je bila do strehe zgrajena lesena konstrukcija. 

### Prvi poštni promet
Kurirji, sli, profesionalni tekači in vojaki so cesto čez prelaz Gotthard po odprtju pogosto uporabljali. Iz 15. stoletja poročajo o vse večjem poštnem prometu. Rimsko-nemški kralj in pozneje cesar Maksimilijan I. je leta 1494 naročil svojemu poštnemu mojstru Franzu von Taxis vzpostaviti redno poštno linijo. To je leta 1499 prekinila švabska vojna, zadnji oborožen spopad med Staro švicarsko konfedereacijo in Habsburžani. Najpozneje leta 1563 je bila poštni pot, ki je povezala Milano z Baslom ponovno vzpostavljena. Poštna potna knjiga genovskega glavnega kurirja Giovanni da I'Herba to omenja. 
Prvo zvezno poštno službo je ustanovil leta 1615 Züriščan Gebrüder Hess, ki je bila v imenu züriških trgovcev in z ustrezno regulativno podporo ustanovljena prva pošta v hiši na Rotten Gatter v Zürichu. Od 5. oktobra 1615 dalje so poslali enkrat na teden tekača preko Gottharda v Bergamo. V naslednjih letih so bile ustanovljene še druge kurirske službe, tako je imel od 1653 do 1682 Diego Maderni v Luganu nameščene kurirje za pot med Luzernom in Milanom, ki so jo opravili v štirih dneh. Najbolj znana služba je delovala od 1693 bernskega poštnega podjetnika Beata von Fischerja, ki je imel v lasti Postregal (suverena pravica vladarja za prevoz pošte) za prelaz Simplon. Organiziral je pošto čez Gotthard, ki je obstajala do leta 1832.
Da so lahko izvajali poštni in tovorni promet tudi v zimskem času, so z voli, ki so vlekli težka debla utrdili sneg, tako da so cesto lahko uporabljale kočije. Ko je bil sneg za živali previsok, so zaposlili ljudi z lopatami, da so ga odmetali. Traso poti čez Gotthard so označevali takrat enako kot danes: ljudje so v poletnih mesecih ob rob ceste zabili dolge lesene drogove. Način odstranjevanja snega z voli in debli je bil uporabljen vse do prihoda motornih snežnih vozil za odstranjevanje snega v 20. stoletju.

### Prva širitev
Staro mulatjero iz srednjega veka so delno razširili tako da se je lahko uporabljala od konca 18. stoletja s kočijami Gotthardske pošte. Ob koncu 17. stoletja je bila cesta tlakovana z granitnimi kockami in gnajs ploščami in razširjena. Kjerkoli je bilo mogoče je bila razširjena do pet metrov.
S to nadgradnjo je bilo prvič mogoč skromen promet, kar pa še vedno ni bilo mogoče po celotni cesti čez prelaz in Schöllenen. Pri Tremola je bila mulatjera narejena v obliki kamnitih stopnic, priljubljena pri prejšnji metodi za hitro in natančno izravnavo višinske razlike.
Vožnja s kočijami je bila tu skoraj nemogoča, čeprav se je lahko vozilo po vzporedni, veliko daljši poti, z nižjim naklonom in brez stopnic. Od stopničasti poti še vedno poročajo ob koncu 18. stoletja, a kot je znano iz leta 1780, prvič poročajo o prehodu Gottharda z vozilom.
Leta 1775 se je prvič odpeljal preko Gottharda Anglež, geolog Greville. On je vztrajal pri potovanju na štirih kolesih. Da bi to dosegel, je imel spremstvo 78 mož, ki so kočijo razstavljali na najtežjih mestih, jo prenesli in znova sestavili. Toda Greville je bil izjema, večina potnikov je jahala, se nosila ali prečkala Gotthard peš, kot Johann Wolfgang von Goethe, ki je prečkal Gotthard trikrat. Kljub vsem težavam potniki opisujejo promet, zlasti prost pretoka blaga, kot izredno močan. Potrebo je bilo še nekaj desetletij, da so se razmere na Gotthardu izboljšale in so bile mule nadomeščene z novo cesto.
Ostanki stare trgovske poti so na nekaterih mestih še vedno vidni, na primer blizu hospica ali ob mrliški kapeli. Ostanki stare mulatjere se trenutno razvijajo v zgodovinsko pohodno pot. Za projekt je odgovorna IVS – urad za popis zgodovinskih poti v Švici.

### Prva cesta
Vse večjim zahtevam prometa pot čez Gotthard s svojim srednjeveškim standardom ni več ustrezala.Že ob koncu 18. stoletja so začeli razmišljati o širitvi stare poti. Leta 1772 je bila že zgrajena cesta čez Brenner in leta 1805 ji je sledila čez Simplon.
Promet je bil v tem času že močan, Brenner in Simplon pa sta bila v sovražnikovih rokah. Vendar pa se je po Dunajskem kongresu v letu 1815 situacija spremenila in promet je zahteval hitrejše poti - in to ni več samo Gotthard. Graubünden se je hitro odzval, in je leta 1818 začel z gradnjo cest čez prelaz San Bernardino v Ticino in prelaz Splügen z Avstrijo. Kanton Uri, ki je bila obravnav kot podaljšanje Gottharda, je sedaj pohitel, da bi pospešili širitev. Najprej so menili, da bo izboljšanje mulatjere dovolj; toda uničenje, ki so ga povzročili boji ruskega generala Suvorova proti Francozom v letu 1799 je že naredilo vse potrebno.
V prvi tretjini 19. stoletja je promet preko Gottharda še ni umiril; novi odseki cest preko San Bernardina, Splügena in Simplona je pospešilo razvoj zaradi močne konkurence. Kmalu je postalo jasno, da mora tudi Gotthard zgraditi dobro cesto, še posebej je bil gonilna sila kanton Ticino.
Potem ko so kantoni Luzern, Solothurn, Ticino, Basel in Uri obljubili štiri milijone frankov, deželna vlada Urija 3. maja 1818 začela graditi cesto od Amstega do Göschenena. Za financiranje je bilo sklenjeno povečanje carine za obdobje 35 let. 6. junija 1820 je začela družba Cyrillo Jauch iz Ticina z gradbenimi deli, ki so bila zaključena leta 1826. Ker je Uri na hitro izbral prvega razpoložljivega izvajalca, so bila dela pomanjkljivo izvedena: V nekaj letih so se pojavili zdrsi ceste in porušili mostovi, in tako so si sledili številni odseki v gradnji. Altdorfski inženir Karl Emanuel Müller vodil dela od leta 1826 do leta 1830 od Göschenena do Hospentala. Hkrati je ticinski inženir Columbara iz Ligornetta začela dela od Hospentala do meje kantona. Leta 1830 je bila zahtevna cesta med Giornico in mejo kantona zaključena pod vodstvom inženirja Francesca Meschinija.
Sedaj na bila nova cesta čez Gotthard od 5,5 do 7,5 metra široka in vožnja s težkimi vozili udobna. V letu 1831 je prelaz prečkalo 900 kočij. Sredi 19. stoletja je bila cesta čez Gotthard v razmeroma dobrem stanju, vendar je bila sedaj stara mulovodna družba ovira za dobro delovanje prometa, ker so imeli še vedno prevozni monopol. Ker so bili mulovodci mimogrede tudi kmetje, ki so morali opravljati svoje delo na kmetiji, so se pojavljale zamude in še posebej v poleti prometni zamaški. Profesionalna prevozna podjetja, ki so pogosto prišla iz nižin, so uporabljala stare mulatjere za prevoz tako močno, da so te kmalu razpadle.

### Obdobje poštnih kočij
- Poštna kočija za 10 potnikov na dvorišču deželnega muzeja v Zürichz
- Potovalna karta 1881
- Poštna kočija pred Wassenom, 1845
- Prevoz pošte s sanmi, 1873
- Die Gotthardpost; naslikal Rudolf Koller, 1873

Po odprtju nove ceste leta 1830 so trikrat na teden vozile redne kočije na relaciji med Flüelenom in Chiassom. Uporabljali so manjše dvokolesnike za dve ali tri osebe. Velik dogodek za Gotthardpost se je začel leta 1842, ko so začeli dnevno voziti v obeh smereh vozovi z desetimi potniki. Iz Coma so Flüelena je trajala pot skoraj 23 ur. Če sta bili leta 1835 dve poštni povezavi na teden, so leta 1849 imeli dve na dan. Ko so se odločili, da bi se cesta čez Gotthard uporabljala tudi v zimskem obdobju, je to povzročilo še več potnikov. Kočije so zamenjale kolone sani dvosedi. Na obeh straneh prehoda je 100 ljudi skrbelo za odstranjevanje snega.
Leta 1848 po nastanku Švicarske konfederacije je bilo pobiranje cestnine in kantonske pristojbine prepovedano. Pod vodstvom zvezne pošte so izboljšali in skrajšali čas potovanja. Leta 1857 je več kot 29.000 potnikov prečkalo Gotthard, ostali trije gorski prelazi San Bernardino, Splügen in Julier pa so zbrali samo 19.117 potnikov. Kljub številnim potnikom je Pošta delala z izgubo in to kljub dejstvu, da je 50-urna vožnja od Basla do Milana stala 68,60 frankov, kar je bilo ogromno v tistem času. V jeseni leta 1881, pred prehodom na zimsko delovanje, je odpeljala zadnja poštna kočija čez prelaz, kondukter (ne postilijon) je bil legendarni Alois Zgraggen. Naslednjo pomlad so bile sani ukinjene.
- Dvosedežna poštna kočija, kot se je uporabljala 1830
- Odhod kočije iz Flüelena, 1820
- Alois Zgraggen, litografija
- Zadnja poštna kočija 13. septembra 1921 nad Airolom

Ker je bila leta 1882 odprta Gotthardska železnica, je cesta čez prelaz Gotthard čez noč izgubil na pomenu. V zadnjem polnem letu delovanja, leta 1881, je bilo 58.496 potnikov. Od leta 1881 so se poštne pošiljke prevažale prek končanega predora Gotthard, tako da je naporna in nevarna vožnja čez prelaz odpadla.
Leta 1909 so ponovno poskušali oživiti Gotthard s ponovno uvedbo poštnih kočij med Andermattom in Airolom v poletnih mesecih, vendar je imelo to le lokalen pomen. V jeseni leta 1921 je odpeljala zadnja kočija s konji čez Gotthard. Leta 1921 so prepeljali le 188 potnikov. Naslednje leto je že peljal prvi poštni avto.

### Avtomobilski promet
Prišel je čas avtomobila: leta 1895 je prvi avtomobil dosegel prelaz Gotthard . Francoski inženir I. Arraou poroča leta 1901 o svojem 3000-kilometrov dolgem potovanju s prečkanjem prelaza Gotthard kot vrhuncem. Vozil je z 350-kilogramskim avtom De Dion-Bouton s 3,5 KM. V Luzernu je kupil štiri 10-galonske pločevinke bencina, ker se je bal, da do Italije ne bo našel bencina ali mehanika za vsa popravila. Od Göschenena je dal prtljago na železnico do italijanske meje, da bi prihranili težo za vzpon. Čez Hudičev most so avto zaradi goste megle do Hospentala vodili kolegi s svetilko pred avtomobilom. Zaradi šibkega motorja, so moralivozilo v najbolj strmih prehodih potiskati. Po drugi strani pa so se usnjene zavorne blazinice sežgale po nekaj minutah spusta proti Airolu. Voznik je storil vse, kar je bilo mogoče, da je povečal zavorno silo: s pritrjenimi debli je moral upočasniti vožnjo, razpel je tudi "jadralne zavore" za čelni veter. Spust do Airola je trajal osem ur. 
Literarno dokumentirana je tudi vožnja nemškega pesnika Otta Juliusa Bierbauma julija 1902 čez Gotthard. Bierbaum je bil na svojem potovanju v Italijo, skupaj s svojo ženo iz Berliner Verlag Avgusto Scherl z avtom Red Eagle Phaeton z osem konjskimi močmi in voznikom z imenom Louis Riegler. Leta 1902 je bil Gotthard le švicarski prelaz in za uporabo motornih vozil ni bil prepovedan. Za 136 km dolgo pot od Bellinzone do Brunnene je bilo predvidenih devet ur. Vrhunec na tej poti je bila anekdota na spustu v Göschenen: policist je blokiral pot in odredil, da so morajo ven. Bierbaum je zahteval, da je policija poslala telegram v Andermatt: »avtomobil tukaj vozi; nemogoče ga je ustaviti. Če ga, po katerem zakonu!« Izkazalo se je, da je kanton Ticino dejansko omogočal vožnjo čez Gotthard, ne pa Uri skozi Schöllenen. Bierbaum je moral, ker v Andermatt niso imeli volov za njegov avtomobil, plačati 20 frankov kazni, nakar mu je bilo dovoljeno, da nadaljuje svojo pot. 
Avto in nastajajoč masovni turizem, posebej po drugi svetovni vojni, je čez prelaz Gotthard povečal promet in izkazalo se je, da je stara in močno ovinkasta Gotthardstrasse potrebna obnove, čeprav so med 1937-1941 na Tremolastrasse in drugih odsekih makadamsko vozišče nadomestili z granitnimi kockami. Od leta 1924 so lahko avtomobile prevažali skozi predor prvič; leta 1930 je bilo okoli 3600 na leto. Toda še vedno je bila potrebna nova cesta.
- Vzpon proti hispicu, 1902
- Avto na prelazu
- Serpentine pri Tremolu 1928
- Kolona na Gotthardu v 1930-ih
- Schöllenen 1953
- Stara cesta severno od hospica

### Nova cesta
Od leta 1953 je Uri začel s polno širitvijo dela ceste skozi Schöllenen. Urnerloch so razširili in zgradili nov Hudičev most. Poleti leta 1967 je bil odprt prvi del nove ceste pod Tremolo. Nova cesta je dobila nov potek, trinajstih mostov, predor in dolge proti lavinske galerije na delu Tremola. Poleti leta 1983 je bil za promet odprt zadnji odsek nove Gotthardske ceste, ki poteka od Andermatta kot del glavne ceste. Stara Tremolastrasse med vrhom prelaza in Moto Bartola predstavlja glavno cesto št. 561. 
2009-2011 je bila Tremola obširno obnovljena z velikim delom betona, ki so ga umetnostni zgodovinarji zelo kritizirali. 
Toda tudi ta nova Gotthardska cesta je bila le začasna rešitev, saj je bila v zimskem času zaprta kar nekaj mesecev. Kmalu je postalo jasno, da je izgradnja predora neizogibna. In tako je nova Gotthardska cesta izgubila po manj kot dveh desetletjih pomen, saj je z odprtjem avtocestnega predora 5. septembra 1980 prehod preko masiva Gotthard postal tudi pozimi varna povezava.

## Koridor Gotthard danes
Z odprtjem Gotthardske železnice leta 1882 se je začela rast prometa na tem koridorju. Danes je sestavljen tako iz tirnega kot tudi cestnega prometa. Koridor Gotthard igra osrednjo vlogo v evropski povezavi sever-jug in je zato pogosto preobremenjen. Sistem se začne na severu, na južnem delu jezera pri Luzernu, vodi skozi dolino Reuss nad ali skozi prelaz Gotthard v Leventino navzdol do Biasco na jugu.
St Gotthard-Museum poleg hospica izraža pomen in vpliv cestnega prelaza. 

### Telekomunikacije
Tudi poštne in telekomunikacijske storitve uporabljajo Gotthard. Leta 1852 je bil postavljen električni daljnovod za telegrafijo. Leta 1882 je bil kabel položen skozi predor. Leta 1900 je bil vzporedno položen telefonski kabel, ki ga je leta 1979 nadomesti optični kabel.

### Predori
Med letoma 1872 in 1882 je bil zgrajen železniški predor Gotthard. Večinoma so bili zaposleni italijanski delavci. Med gradnjo je umrlo 177 moških, vključno vodja projekta glavni inženir Louis Favre. Novozgrajena proga je povzročila gospodarski razcvet Ticina. Spomenik žrtvam gradnje železniškega predora v Airolo je ustvaril umetnik Vincenzo Vela.
Od leta 1970 do leta 1980 se je gradil cestni predor Gotthard in bil odprt 5. septembra 1980. Je srce švicarske nacionalne avtoceste A2 Basel - Chiassom in tako najkrajša evropska avtocesta med Hamburgom in Sicilijo. 24. oktobra 2001 je prišlo do trka dveh tovornjakov in požara v predoru, v katerem je umrlo enajst ljudi.
Konec leta 2016 je bil odprt bazni predor Gotthard, nov železniški predor med Erstfeldom in Bodiom in temeljni del nove železniške povezave preko Alp (Neuen Eisenbahn-Alpentransversale – NEAT) je začel delovati.

## Galerija
- Stari in novi Hudičev most v Schöllenen kanjonu
- Stara cesta čez prelaz v Val Tremola
- Severna trasa in Schöllenen kanjon
- Post kočija, 2013

## Film
- Življenje na Gotthardu (Leben auf dem Gotthard). Dokumentacija Jérôme Porte in Béatrice Mohr. [10]
- Prelaz Gotthard je viden v zgodovinski manga serije Wolfsmund, Mitsuhisa Kujija. [11]